# Petra Willim
Petra Willim (* 1957 in Frankfurt am Main) ist eine deutsche Literaturwissenschaftlerin und Übersetzerin.

## Leben
Petra Willim promovierte 1995 an der Universität Frankfurt am Main mit einer Arbeit über die Frauengestalten im Werk Goethes. Sie lebt heute als Übersetzerin in Frankfurt am Main und war bis Juli 2023 als Gymnasiallehrerin am Lichtenberg-Oberstufengymnasium in Bruchköbel tätig.
Petra Willim übersetzt vorwiegend aus dem Französischen, aber auch aus dem Englischen und Spanischen. Sie ist Mitglied im Verband deutschsprachiger Übersetzer literarischer und wissenschaftlicher Werke.
2005 wurde sie für ihre Übersetzung der Jean-Paul Sartre-Biografie von Bernard-Henri Lévy mit dem Christoph-Martin-Wieland-Übersetzerpreis ausgezeichnet.

## Werke
- So frei geboren wie ein Mann?, Königstein im Taunus 1997

## Übersetzungen
- Laure Adler: Marguerite Duras, Frankfurt am Main 2000
- Élisabeth Badinter: Die Wiederentdeckung der Gleichheit, München 2004
- Élisabeth Badinter: Maria Theresia: die Macht der Frau, Wien 2017 (übersetzt zusammen mit Horst Brühmann)
- Luc Besson: Arthur und die Minimoys, Frankfurt am Main 2005 (übersetzt zusammen mit Michael Wenzel)
- Pierre Bourdieu: Über den Staat (Vorlesungen 1989–1992), Berlin 2014 (übersetzt zusammen mit Horst Brühmann)
- Stephen Eric Bronner: Augenblicke der Entscheidung, Frankfurt am Main 2000
- Jorge Bucay: Liebe mit offenen Augen, Zürich 2008
- René Girard: Die verkannte Stimme des Realen, München 2005
- Georges-Didi Huberman: Zeugenschaft bis zum letzten. Victor Klemperer lesen, Konstanz 2024
- Raymond Klibansky: Erinnerung an ein Jahrhundert, Frankfurt am Main 2001
- Aliette de Laleu: Komponistinnen. Frauen, Töne & Meisterwerke, Stuttgart 2024
- Bernard-Henri Lévy: Sartre, München 2002
- Michel Onfray: Der Rebell, Stuttgart 2001
- Jean-Michel Quinodoz: Freud lesen, Gießen 2011
- Emmanuel Todd: Das Schicksal der Immigranten, Hildesheim 1998 (übersetzt zusammen mit Rainer Dachselt und Julia Ziegler)
- Michel Winock: Flaubert, München 2021 (übersetzt zusammen mit Horst Brühmann)